# انبرلین
انبرلین (به انگلیسی: Anberlin) گروه موسیقی راک آمریکایی است که در سال ۲۰۰۲ در وینتر هیون، فلوریدا شروع به کار کرد. تاکنون ۸ آلبوم استودیویی از این گروه منتشر شده است.